# Dekaloog, vier
Dekaloog, vier (Pools: Dekalog, cztery) is een Poolse televisiefilm uit 1988. Dit vierde deel van de Dekaloogserie van regisseur Krzysztof Kieślowski gaat over het vierde gebod: Toon eerbied voor uw vader en uw moeder.

## Verhaal
De 20-jarige toneelstudent Anka groeit op bij haar vader Michał. Haar moeder stierf kort nadat ze was geboren. Als Michał op reis gaat vindt Anka een aan haar geadresseerde brief, die ze pas mag openen na Michałs dood. Ze opent de envelop, maar vindt in de eerste een tweede envelop met het handschrift van haar moeder waarop geschreven staat "Aan mijn dochter Anka". Tussen de spullen van haar moeder in de kelder vindt ze een lege envelop en ze kopieert de adressering in het handschrift van haar moeder hierop.
Een week later keert Michał terug van zijn reis en wacht Anka op hem op het vliegveld. Ze is nors en citeert meteen de brief van haar moeder waarin verteld wordt dat Michał niet haar echte vader is. Hij geeft haar een klap en legt daarna uit dat hij, hoewel hij wel een vermoeden had, de inhoud van de brief niet kende. Hij had haar de brief verschillende keren willen geven, maar had altijd het gevoel dat ze te jong of te oud was. Uiteindelijk besloot hij de brief voor Anka achter te laten, zodat het onvermijdelijke zou gebeuren. Ze gaan een open gesprek aan. Anka vraagt zich af of haar gevoelens jegens Michał enkel gevoelens van een dochter jegens haar vader waren of ook vrouwelijke gevoelens richting hem als man, aangezien ze het gevoel had dat ze ontrouw was als ze uitging met andere mannen. Michał geeft toe dat hij behalve gevoelens van ouderlijke bescherming ook jaloezie heeft gevoeld richting Anka's vriendjes.
De volgende ochtend verlaat Michał het huis en Anka rent hem achterna terwijl ze "vader, vader" roept. Ze vertelt hem dat ze een nepbrief geschreven heeft en toont hem de brief van haar moeder die als bewijs nog steeds verzegeld is. Ze verbranden deze brief. Een klein stukje met de eerste zinnen van de brief blijft over. Het begin is vrijwel letterlijk gelijk aan de brief die Anka eerder aan Michal had laten zien: "Mijn liefste dochter, ik heb je iets belangrijks te vertellen. Michał is n..."

## Rolverdeling
| Acteur               | Personage                 |
| -------------------- | ------------------------- |
| Adrianna Biedrzynska | Anka                      |
| Janusz Gajos         | Michal                    |
| Tomasz Kozlowicz     | Jarek                     |
| Elzbieta Kilarska    | Jareks moeder             |
| Artur Barcis         | kanovaarder               |
| Andrzej Blumenfeld   | Adam, Michals vriend      |
| Adam Hanuszkiewicz   | leraar op de toneelschool |
| Jan Tesarz           | taxichauffeur             |
| Helena Norowicz      | opticien                  |